# Sweti Nikoła
Sweti Nikoła (bułg. Свети Никола) – wieś w Bułgarii, w obwodzie Dobricz, w gminie Kawarna. Według danych szacunkowych Ujednoliconego Systemu Ewidencji Ludności oraz Usług Administracyjnych dla Ludności, 15 czerwca 2022 roku miejscowość liczyła 206 mieszkańców.